# Nikołaj Kuzniecow (agent)
Nikołaj Iwanowicz Kuzniecow (prawdziwe imię Nikanor), ros. Николай (Никанор) Иванович Кузнецов, ps. „Puch”, Kulik, Uczony, Kolonista (ur. 14 lipca?/27 lipca 1911 w Zyrjance w guberni permskiej, zm. 9 marca 1944 w Boratynie) – oficer kontrwywiadu oraz wywiadu i dywersji GUGB/NKWD/NKGB ZSRR, partyzant, dywersant i szpieg w czasie II wojny światowej, Bohater Związku Radzieckiego (pośmiertnie).
Funkcjonariusz kontrwywiadu NKWD działający pod nazwiskiem Rudolf Schmidt, pracownik wydziału dywersji zagranicznej od 1939 kierowanym przez Pawła Sudopłatowa. W latach 1942–1944 na terenie Komisariatu Rzeszy Ukraina i Dystryktu Galicja, jako agent wywiadu NKGB i dywersant oddziału Dmitrija Miedwiediewa, pod operacyjnym nazwiskiem Nikołaj Wasiliewicz Graczow, Kuzniecow działał jako Paul Wilhelm Siebert – oficer Wehrmachtu (jego niemiecki sobowtór o tym nazwisku przebywał w radzieckiej niewoli).
Jego akta funkcjonariusza NKWD/GUGB/NKGB (po ataku III Rzeszy na ZSRR IV Zarządu ds. dywersji pozafrontowej) w części są nadal utajnione, klauzula obowiązuje do 2025 r.

## Życiorys

### Młodość

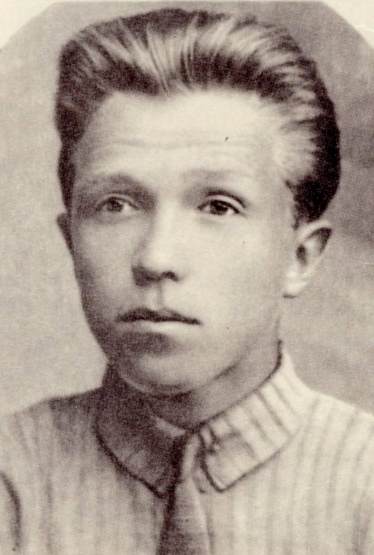
Nikołaj (Nikanor) Kuzniecow w 1920 r.

Urodził się jako Nikanor Iwanowicz Kuzniecow (w 1931 zmienił imię na Nikołaj) w chłopskiej rodzinie Rosjan, których sąsiadami byli Niemcy nadwołżańscy, od których nauczył się języka (wg Bogusława Wołoszańskiego Kuzniecow sam wywodził się z rodziny niemieckich osadników). Miał starsze siostry Agatę i Lidię oraz młodszego brata Wiktora. Był utalentowanym poliglotą, posługiwał się kilkoma dialektami języka niemieckiego, esperanto, językiem komi (zyriański), językiem polskim i językiem ukraińskim.
W 1926 ukończył szkołę siedmioletnią, następnie studiował agronomię. Wstąpił do Komsomołu, z którego (także z uczelni) został usunięty w 1929 ze względu na oskarżenia o „białogwardyjsko-kałmuckie pochodzenie”. W 1930 przywrócono go do organizacji, zatrudniony jako poborca podatkowy w administracji Kudymkar oraz przywrócony na studia (nie pozwolono mu jednak obronić dyplomu). Wkrótce został ponownie wydalony z Komsomołu z powodu afery defraudacyjnej (Kuzniecow odkrył, że jego podwładni działają poza prawem, skazano ich na 4–8 lat pozbawienia wolności a Kuzniecowowi potrącono 15% wynagrodzenia). Uczestniczył w kolektywizacji Komi. Jego ówczesne zachowanie oraz biegła znajomość miejscowego języka ściągnęła na niego uwagę OGPU. Został zwerbowany w 1932 jako tajny współpracownik o pseudonimach „Kulik” i „Uczony”.
W czasie pracy w Kudymkar poznał pochodzącą ze wsi Kuwa pielęgniarkę Elenę Czugajewoj, z którą się ożenił. Małżeństwo rozpadło się po wyjeździe Kuzniecowa z Komi, trzy miesiące po ślubie, jednak rozwód nigdy nie został sformalizowany. Miał on opinię bawidamka i kobieciarza.
W 1932 przeprowadził się do swojej rodziny, która przeniosła się do Swierdłowska. Rozpoczął studia na Uralskim Państwowym Uniwersytecie Technicznym, doskonaląc w tym czasie swoją znajomość języka niemieckiego.

### Jako Rudolf Schmidt
W 1938 został aresztowany przez NKWD, w więzieniu spędził kilka miesięcy. W tym samym roku, po zwolnieniu z więzienia, został zatrudniony w GUGB NKWD ze względu na swoje językowe zdolności. Fakt wydalenia Nikołaja Kuzniecowa z Komsomołu oraz wyrok stanowiły problem do zatrudnienia go w kontrwywiadzie. Odpowiedzialność wziął na siebie Piotr Fiodotow.
Pracując pod fikcyjnym nazwiskiem Rudolf Wilhelmowicz Schmidt – inżynier lotnictwa (Niemiec mieszkający w ZSRR) – i kryptonimem „Kolonista” Kuzniecow przeniknął do niemieckiego środowiska dyplomatycznego. Do jego zasług z tego okresu należy zaliczyć zwerbowanie dyplomaty ambasady Czechosłowacji w Moskwie Ladislava Krno, dojście do otoczenia Ernsta Köstringa, attaché wojskowego Niemiec w Moskwie i uzyskanie informacji umożliwiających przeprowadzenie podsłuchu funkcjonariuszom NKWD.

### Jako Nikołaj Graczow – Paul Siebert
W 1941 do radzieckiej niewoli trafił oficer 230 Pułku Piechoty z 76 Dywizji Piechoty Paul Wilhelm Siebert – absolwent berlińskiej szkoły oficerskiej. Urodził się 28 lipca 1913 w Królewcu, brał udział w kampanii polskiej i bitwie o Francję, za którą otrzymał Krzyż Żelazny II klasy. Jego ojciec leśnik Ernst zginął w 1915, w bitwie na Mazurach. Do I wojny światowej służył w majątku grafa Richarda Johanna Schobietena (u którego pracował też później młody Siebert). Funkcjonariusze NKWD, którzy poszukiwali w ZSRR sobowtórów schwytanych szpiegów oraz wziętych do niewoli żołnierzy hitlerowskich, odkryli, że Nikołaj Kuzniecow jest łudząco podobny do Sieberta. Zatrudniony w Grupie Specjalnej NKWD Pawła Sudopłatowa (od stycznia 1942 IV Zarząd NKWD/NKGB – wywiad nielegalny, operacje specjalne, dywersja i wojna partyzancka) Kuzniecow przeszedł przeszkolenie w ramach Samodzielnej Zmotoryzowanej Strzeleckiej Brygady Specjalnego Przeznaczenia (OMSBON) pod zmienionym dla konspiracji nazwiskiem na Nikołaj Wasiliewicz Graczow. Przygotowywał się do roli Paula Sieberta, któremu fałszerze NKWD dopisali do życiorysu Krzyż Żelazny I klasy za walki pod Kurskiem jesienią 1941, gdzie wg nowego życiorysu został ranny. Miał trafić na zachodnią Ukrainę jako oficer zaopatrzenia jednostki walczącej pod Leningradem. Kuzniecow uczył się walki wręcz, strzelania z biodra, pływania, skoków spadochronowych, cichego zabójstwa, prowadzenia samochodu i motocykla. Studiował i zapamiętywał życiorys Sieberta, spędził pewien okres w obozie jenieckim, poznając zwyczaje niemieckich oficerów. Przeszedł także plastyczną korekcję twarzy, która jeszcze bardziej upodobniła go do Sieberta.

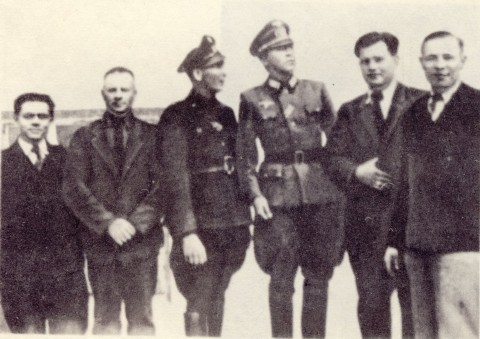
Od prawej: Iwan Prichodko, Jan Kamiński i Nikołaj Kuzniecow

25 sierpnia 1942, pięć minut po północy, st. lejt. Nikołaj Graczow (Kuzniecow) ps. „Puch” skoczył na spadochronie 150 km od miasta Równe. Razem z nim zrzucono 12 innych dywersantów. Weszli oni w skład oddziału partyzanckiego Zwycięzcy, zrzuconego w czerwcu na zachodniej Ukrainie jako ówczesna grupa dywersyjna OMSBON NKWD. Dowódcą oddziału był ppłk Dmitrij Miedwiediew ps. „Dima”. Równe pełniło funkcję stolicy Komisariatu Rzeszy Ukraina i to w nim Kuzniecow miał się wcielić w rolę por. Paula Sieberta. W tym czasie zdarzyła się kuriozalna wpadka – czapka oficera Heer została w Moskwie, a „Puchowi” do munduru piechoty ofiarowano furażerkę Luftwaffe. Kuzniecowa zatrzymał patrol SS jednak udało mu się uniknąć dekonspiracji. Jego głównym celem miała być likwidacja Ericha Kocha. W Równem Kuzniecow stworzył kierowaną przez siebie siatkę konspiratorów, w której skład wchodzili min. Jan Kamiński (były bojownik ZWZ/AK, który po rozbiciu lokalnej komórki związał się z partyzantką sowiecką; z czasem awansował na zastępcę „Pucha”), Mykoła Strutyński, Mykoła Hnediuk, Iwan Prichodko, Mieczysław Stefański (przedwojenny podoficer WP i polski komunista), Lidia Demczyńska-Lisowska, Maria Mikota, Jan Korycki, Iwan Biełow i Antoni Marciniak. Kamiński, Stefański i Strutyński pomagali Graczowowi w wykonywaniu zamachów, także podszywając się pod niemieckich żołnierzy (Strutyński udawał kierowcę samochodów oficera, które najczęściej kradziono z hitlerowskich garaży lub wypożyczano za łapówki).
7 lutego 1943 Kuzniecow przy pomocy partyzantów Miedwiediewa wziął do niewoli kuriera majora Hahna i radcę Reissa z Berlina, od których dowiedział się o istnieniu Führerhauptquartier Werwolf 8 km od Winnicy. Jeńców powieszono, a kwaterę zbombardowano. Od Ericha Kocha uzyskał m.in. informacje o planowanej ofensywie Wehrmachtu na łuku kurskim. Od SS-Sturmbannführera Hansa Ulricha von Ortela wyciągnął w czasie wspólnego picia informacje nt. planowanego przez Niemców (grupa Otto Skorzenego) zamachu na Franklina D. Roosevelta, Winstona Churchilla i Józefa Stalina podczas konferencji w Teheranie (Operacja Long Jump). W Równem dokonał kilku udanych zamachów na przedstawicieli hitlerowskiej administracji okupacyjnej.
23 stycznia 1944, na polecenie „Dimy”, przybrał stopień kapitana Wehrmachtu (Niemcy poszukiwali porucznika dokonującego zamachów, zmiana stopnia miała służyć głębszej konspiracji) i przeniósł się do Lwowa wraz z Kamińskim i Biełowem (obaj mieli krewnych w tym mieście). Dokonał w nim zamachów bombowych na lwowską komendanturę, kasyno i dworzec kolejowy. Wraz z likwidacją Otto Bauera dobiegła końca misja Graczowa, na którego trop wpadło Gestapo. 12 lutego zabił majora Kanthera z żandarmerii, który sprawdzał dokumenty „Puchowi”, Kamińskiemu i Biełowowi. Po utknięciu samochodu w zaspie Kuzniecow podjął decyzję o porzuceniu go i przejścia przez front.

### Śmierć
Cała trójka została zatrzymana 9 marca 1944 przez patrol UPA w pobliżu wsi Boratyn w okolicach Brodów. Dowództwo oddziału miało informację o wyznaczonej przez Niemców nagrodzie 25 tys. marek za Paula Sieberta. U Kuzniecowa odnaleziono dokumenty na to nazwisko oraz raport do moskiewskiej centrali. Wywiązała się walka, w czasie której polegli Jan Kamiński i Iwan Biełow. Nikołaj Kuzniecow popełnił samobójstwo, rozrywając się granatem. Potwierdza to śledztwo przeprowadzone przez radzieckie organy. Według wersji, którą przedstawił Josef Witiska (szef lwowskiego Sipo i SD) w raporcie do Heinricha Müllera, zatrzymanie i śmierć Kuzniecowa, Kamińskiego i Biełowa miały miejsce w okolicach Werby na Wołyniu 2 marca 1944, a trójka wywiadowców zginęła przez rozstrzelanie z rąk banderowców. Los prawdziwego Paula Sieberta po śmierci Nikołaja Kuzniecowa pozostaje nieznany.
Zwłoki Kuzniecowa odkryto 17 września 1959. Badania przeprowadzone przez Michaiła Gierasimowa potwierdziły tożsamość szpiega. 27 lipca 1960 został on pochowany na lwowskim Wzgórzu Sławy.

### Opinia Pawła Sudopłatowa[18]
Nie był szkolony jako oficer, ale agent specjalny do wykorzystania przeciwko niemieckiej ambasadzie w Moskwie. Był przystojnym blondynem i mógł wyglądać na Niemca lub obywatela radzieckiego niemieckiego pochodzenia. Przewodził siatce informatorów wśród tancerzy i tancerek baletu moskiewskiego. Jako przyjaciel balerin przedstawiany był zagranicznym dyplomatom. Stopniowo niemieccy dyplomaci zwrócili na niego uwagę, ponieważ miał aryjską powierzchowność, znał język i osiągnął ustaloną pozycję w moskiewskim świecie artystycznym[...] Wiele godzin spędziłem z Kuzniecowem, przygotowując go do zadań. Pamiętam jego rzadką cechę niewypowiadania ani słowa podczas wypełniania zadania bojowego. Był to realista i człowiek rozsądny[...] Oświadczył, że po zranieniu na froncie wysłano go na urlop i wyznaczono zadanie wysłania dostaw żywności oraz ciepłej odzieży dla swojej dywizji stacjonującej pod Leningradem. Zgodnie z zatwierdzonym przeze mnie sfabrykowanym życiorysem, Kuzniecow oświadczył, że jest Niemcem, który przez kilkanaście lat żył w krajach bałtyckich i dopiero po 1940 roku wrócił do Niemiec jako repatriant. Trwała wojna, przemieszczały się masy ludzi, toteż dla Abwehry lub Gestapo sprawdzenie jego tożsamości byłoby kwestią długich poszukiwań[...] Nasze dochodzenie ujawniło, że w 1944 r. Kuzniecow rozerwał się granatem[...] Za bardzo wierzył w swoje szczęście i popełnił tragiczną pomyłkę, próbując przedostać się do jednostek Armii Czerwonej przez linię frontu[...]

### Raport do Heinricha Müllera z 2 kwietnia 1944[20]
W czasie jednego ze spotkań 1 kwietnia 1944 ukraiński delegat oświadczył, że 2 marca 1944 zostali zatrzymani przez pododdział nacjonalistów ukraińskich, w lesie, w pobliżu Biełgrodki w rejonie Werby (Wołyń) trzej agenci sowieccy. Aresztowani mieli fałszywe niemieckie dokumenty, mapy, gazety niemieckie, ukraińskie i polskie, wśród nich „Gazetę Lwowską” z nekrologiem doktora Bauera i doktora Schneidera, a tamże raport jednego z aresztowanych na temat jego działalności. Agent ten, według niemieckich dokumentów jego nazwisko brzmi „Paul Siebert”, został rozpoznany przez przedstawicieli UPA. Chodzi o sowieckiego partyzanta-wywiadowcę i dywersanta, który przez długi czas bezkarnie działał w Równem. Człowiek ten zabił doktora Funka i porwał generała Ilgena. We Lwowie "Siebiert" zamierzał zabić gubernatora Wächtera, co mu się nie udało. Zamiast gubernatora ofiarą padli wicegubernator doktor Bauer i szef jego kancelarii doktor Schneider. Obaj zostali zabici w pobliżu swych prywatnych mieszkań. W sprawozdaniu „Sieberta” znajduje się opis ataku zabójstwa z najdrobniejszymi szczegółami.
We Lwowie „Siebert” zastrzelił nie tylko Bauera i Schneidera, ale także kilka innych osobistości, między innymi majora żandarmerii polowej Kanthera, którego nadaremnie poszukiwaliśmy.
Zawarte w sprawozdaniu szczegóły co do miejsca i czasu popełnionej zbrodni, co do ran zadawanych oficerom, zagarniętej broni i tym podobne wydają się ścisłe. Z grupy bojowej Pritzmanna nadszedł meldunek, że „Paul Siebert” i jego dwaj towarzysze zostali rozstrzelani na Wołyniu przez nacjonalistów-banderowców. Przedstawiciel OUN potwierdził ten fakt i obiecał, że policja otrzyma wszystkie akta.
Podpisał: szef Sicherheitspolizei i SD na dystrykt Galicja dr Witiska, SS-Obersturmbannführer

## Ofiary Kuzniecowa

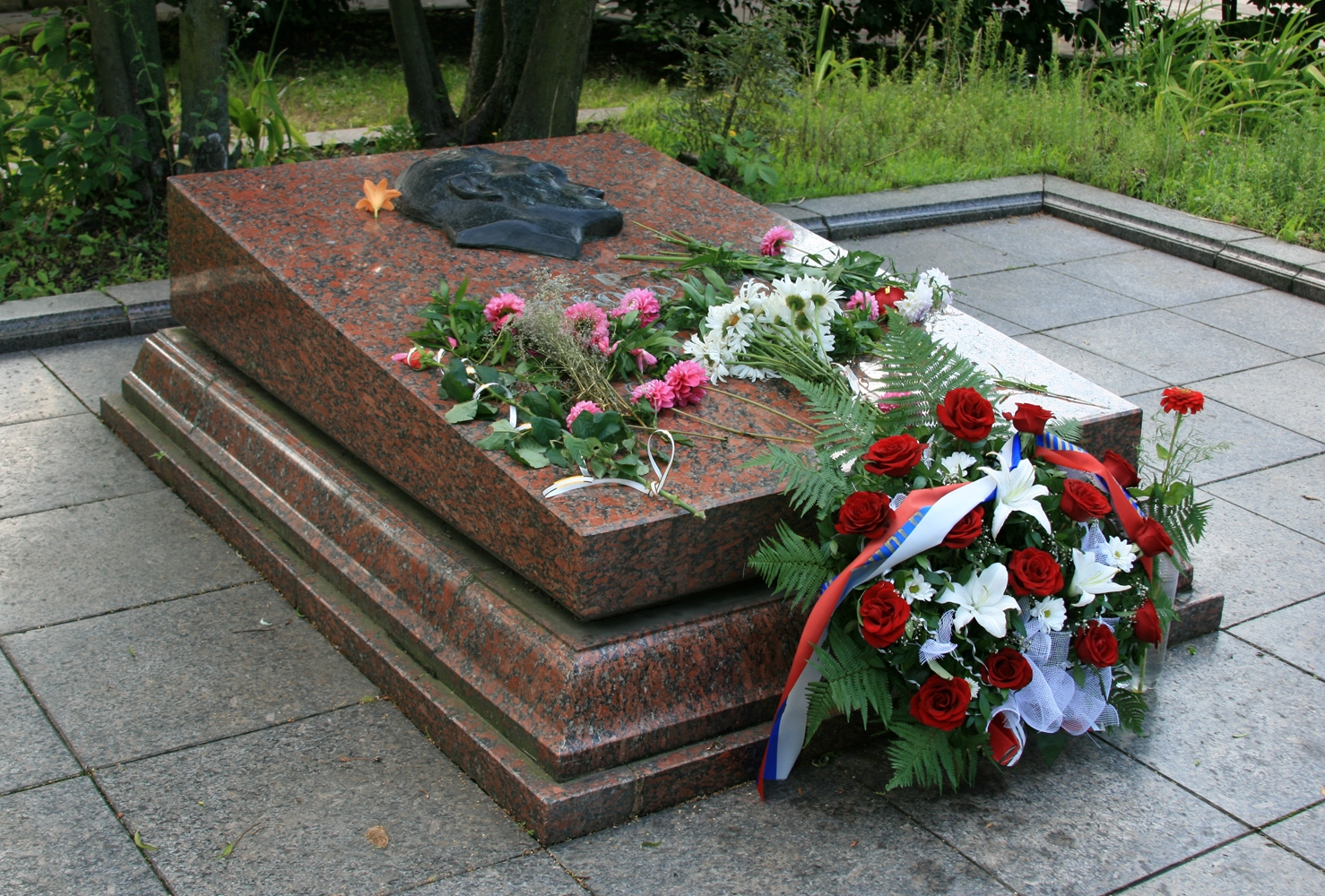
Grób st. lejt. Nikołaja Kuzniecowa na Wzgórzu Sławy we Lwowie

Głównym celem przemiany Nikołaja Kuzniecowa w Paula Sieberta była likwidacja Reichskommissara Ukrainy Ericha Kocha. Dwie próby zamachu nie doszły jednak do skutku. Komisarz zmarł w polskim więzieniu, w 1986, w wieku 90 lat. Kuzniecowowi udało się jednak zamordować innych wpływowych funkcjonariuszy III Rzeszy.

### Zamachy udane
- Równe 1943
  - 20 września – generał Hans Gehl (szef wydziału finansowego Komisariatu Rzeszy Ukraina) i major Adolf Winter (generalny inspektor komisariatu Rowno)[potrzebny przypis]. Celem zamachu był Paul Dargel.
  - 10 października – generał Herman Knuth (zastępca Reichskommisara) oraz jego adiutant i szofer[potrzebny przypis].
  - 15 listopada – generał-major Max Ilgen (dowódca Osttruppen 740) i kierowca gauleitera Kocha Paul Granau. Obaj mężczyźni zostali porwani przez Kuzniecowa, a następnie zabici z powodu braku możliwości przerzucenia ich przez front.
  - 16 listopada – SA-Oberführer Alfred Funk (przewodniczący Sądu Najwyższego w Komisariacie Rzeszy Ukraina).
- Lwów 1944
  - zamach bombowy na wojskową komendanturę.
  - zamach bombowy na kasyno wojskowe. Zginęło 3 generałów i 70 oficerów[potrzebny przypis]
  - zamach bombowy na dworzec. Około 100 zabitych[potrzebny przypis].
  - 9 lutego – Otto Bauer (wicegubernator dystryktu galicyjskiego GG) i Heinrich Schneider (jego sekretarz). Celem zamachu był Otto von Wächter.

### Nieudane próby zamachów

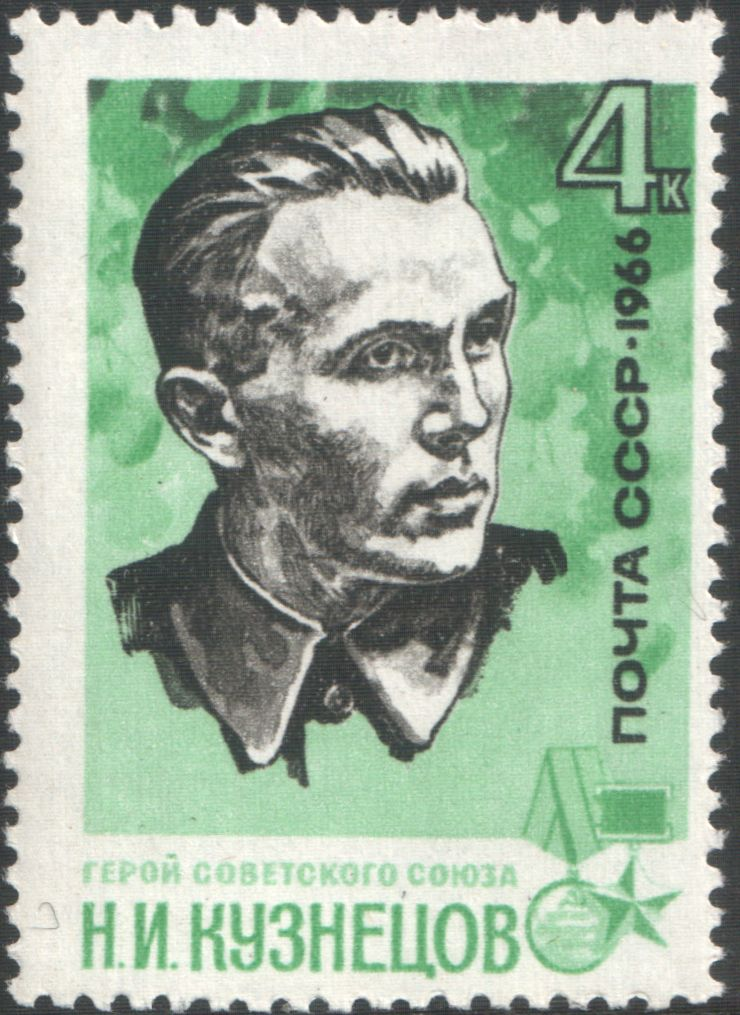
Wydany w 1966 znaczek pocztowy z wizerunkiem Bohatera Związku Radzieckiego Nikołaja Iwanowicza Kuzniecowa

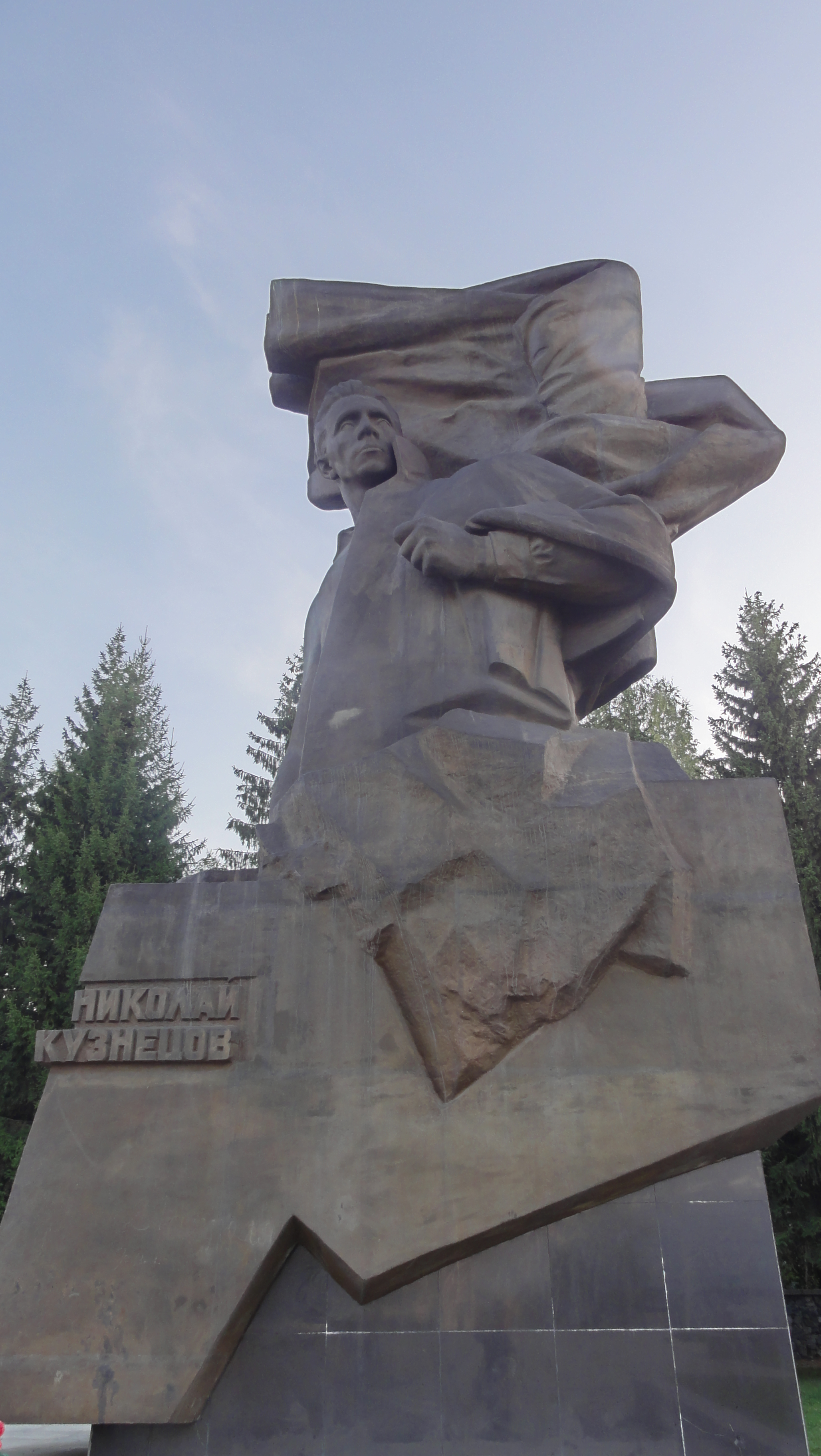
Pomnik Nikołaja Graczowa-Kuzniecowa w Jekaterynburgu

- 20 kwietnia 1943 – Gauleiter Erich Koch (Komisarz Reichskommissariat Ukraine) – Koch nie przybył na paradę z okazji urodzin Adolfa Hitlera.
- lato 1943 – druga nieudana próba zabicia Kocha. „Puch” odwiedził gauleitera (który pamiętał Paula Sieberta z czasów gdy porucznik był jeszcze dzieckiem) prosząc o zgodę na małżeństwo z Ukrainką. Do zamachu jednak nie doszło ze względu na otrzymane od Kocha informacje nt. ofensywy wojsk niemieckich oraz zbyt wiele osób w sali, które mogłyby nie dopuścić do wykonania wyroku[23].
- 5 czerwca 1943 – Reichsleiter Alfred Rosenberg (minister ds. okupowanych ziem wschodnich) – Kuzniecow nie mógł zbliżyć się do ministra na odległość pozwalającą na dokonanie zamachu.
- 20 września 1943 – Paul Dargel (szef Oddziału II Administracyjnego Komisariatu Rzeszy Ukraina). Zamiast niego zginęli Hans Hell i Adolf Winter
- 30 września 1943 – druga próba zabójstwa Paula Dargela – granat, który rzucił „Puch” urwał Dargelowi obie nogi (sam Kuzniecow został ranny w rękę). Mimo odniesionych ran cel zamachu przeżył i został przetransportowany do Berlina.
- 9 lutego 1944 – SS-Gruppenführer Otto von Wächter (gubernator dystryktu Galicja) – zamiast von Wächtera zginął jego zastępca Bauer i Schneider.

Istnieje teoria, wg której Nikołaj Kuzniecow planował zabić samego Adolfa Hitlera. NKGB po nieudanej próbie zamachu na Kocha miał polecić Kuzniecowowi zbliżenie się do Ericha Kocha celem dotarcia do kwatery Führera. Wszelkim propozycjom dokonania zamachu na Hitlera od początku przeciwny był jednak Józef Stalin, który obawiał się, że jego następca zawrze pokój z państwami Zachodu i będzie kontynuował wojnę ze ZSRR.

## Upamiętnienie
Od jego nazwiska w latach 1973–2016 miasto Warasz w obwodzie rówieńskim na Ukrainie nosiło nazwę Kuzniecowsk. Grób Kuzniecowa znajduje się we Lwowie. Do 1992 w Równem i we Lwowie stały pomniki radzieckiego wywiadowcy. Oba zostały przetransportowane do Rosji, gdzie znajdują się obecnie. W Talicy znajduje się Muzeum Nikołaja Kuzniecowa.
Nikołaj Kuzniecow stał się pierwowzorem takich fikcyjnych szpiegów jak Ukrainiec Grigorij Gonczarenko-Henryk baron von Goldring, Rosjanin Maksym Isajew-Otto von Stirlitz i Polak Stanisław Kolicki-Hans Kloss.
O działalności agenta „Pucha” powstało kilka książek, filmów i seriali.
W 2000 roku do Rady Miasta Lwowa przyszedł list od weteranów z obwodu swierdłowskiego z prośbą udzielenia pomocy w przeniesieniu zwłok Kuzniecowa z Ukrainy do Rosji, do Jekaterynburga.

## Odznaczenia

### ZSRR
- Złota Gwiazda Bohatera Związku Radzieckiego – pośmiertnie 5 listopada 1944[26]
- dwukrotnie Order Lenina – 25 grudnia 1943 i pośmiertnie 5 listopada 1944
- Medal Partyzantowi Wojny Ojczyźnianej I stopnia – pośmiertnie 29 czerwca 1944

### Ukraina
- Medal Obrońcy Ojczyzny – pośmiertnie 14 października 1999
- Jubileuszowy Medal 60-lat wyzwolenia Ukrainy spod faszystowskiej okupacji – pośmiertnie 17 września 2004